# Мері Бейн
Мері Вайзер Бейн (народилася в Унґварі або поблизу нього, в Карпаталі, Угорщина, нині Ужгород, Закарпатська область, Україна, 8 серпня 1904 — померла в Нью-Йорку, 26 жовтня 1972) — американсько-українська шахістка.
Вона народилася в асимільованій єврейській родині, що проживала в Підкарпатській Угорщині. В імміграційному маніфесті Нью-Йорка за 1921 рік під назвою Марі Вейсерова зазначено її попередню адресу як «Ушород, Чехо-Сл.» або Ужгород, який тоді належав Чехословаччині, але в ньому також зазначено її місце народження як «Iadobover» [sic], і сучасна назва цього міста незрозуміла.
Вона була претенденткою на чемпіонаті світу з шахів серед жінок у 1937 та 1952 роках та першою жінкою з Америки, яка представляла США на організованих змаганнях із шахів.
У 1926 році вона вийшла заміж за Леслі Балога Бейна, письменника, військового кореспондента та кінорежисера, і мала з ним двох дітей. Вони розлучилися в 1948 році. У 1950-х роках вона керувала шаховим емпіріумом та кав'ярнею на 42-й вулиці на Мангеттені.
Мері Бейн виграла чемпіонат США з шахів серед жінок у 1951 році. Бейн була удостоєна звання Міжнародного майстра жінки в 1952 році і представляла свою країну на шаховій олімпіаді 1963 року, що проходила у Спліті.
На міжнародних турнірах вона посіла п'яте місце у Стокгольмі 1937 р. (перемога Віри Менчик) та 14 місце у Москві 1952 р. (перемога Елізабет Бикової).